# 小倉優子のウキウキりんこだプー!うるとらだっしゅ
小倉優子のウキウキ♥りんこだプー!うるとらだっしゅは文化放送にて毎週金曜日25:30〜26:00に放送されていた小倉優子のラジオ番組。

## 概要
2002年に恋愛シミュレーションゲームトゥルー・ラブストーリーのプロモーション番組『小倉優子のラジオトゥルーラブストーリー ウキウキ♥りんこだプー！』として放送開始、以降数度の放送時間、タイトルの変更を繰り返す。

### パーソナリティ
- 小倉優子
- やまけん

### 放送
- 放送期間：2002年10月〜2007年9月28日
- 放送局：文化放送・静岡放送（金曜移動後ネット）
- 放送日：毎週月曜21:00 - 21:30（～2003年3月）→毎週日曜21:00 - 21:30（2003年4月～2004年3月）→毎週金曜25:30 - 26:00（2004年4月～）

## コーナー
嬢王への道
- 小倉優子が嬢王（フェロモンたっぷりな女性）を目指す。

天上天下決定委員会
- 色々なものを天上（最高）と天下（最低）に分ける。

初恋 マジカルな言葉
- 小倉優子が様々なシチュエーションにあった言葉を、アドリブで答える。

目指せ武装司書!戦うゆうこりん
- 小倉優子が、3択問題を5秒以内に答える。

今週の1コマ〜
- 集英社からのお知らせ（最新コミックスの紹介。第4金曜日は、スーパーダッシュ文庫際新刊紹介）

ミニコーナー ゆうこりんのこりん語講座
ミニコーナー ゆうこりん&やまけんのモノマネコーナー
ミニコーナー ダイエットバトル延長戦（Sラジだけのスペシャルコンテンツ）
ミニコーナー 目指せ!ゆうこりんの司書 戦うラジオスタッフ
ミニコーナー 目指せ!M-1グランプリ（コントや漫才を募集）